# کیخا
طایفه کیخا یکی از طوایف سیستانی در استان سیستان و بلوچستان به‌شمار می‌آید و به مفهوم «کی خواه» تعبیر می‌شود و دارای هفت تیره می‌باشد. از تلفظ‌های دیگر کی خواه می توان به کهخا هم اشاره کرد که برخی  افراد در روستای  روستای ژاله ای بر پسوند فامیل خود دارند. شاید لغت کهخا و کیخا از نظر شنوایی شباهتی به یکدیگر داشته باشد ولی معنایی بس متفاوت دارد، کلمهٔ کیخا  به دو بخش "کی + خواه" بوده‌است، "کی " به معنای "پادشاه پادشاهان" و "خواه" به معنای "خواستن"است
پس معنای کلی آن به صورت "پادشاه خواه یا پادشاه طلب " است، که پیشینهٔ آن به دوران پادشاهان پیشدادی و کیانی بر می‌گردد مانند کیخسرو ،کیقباد و..
ولی کلمه کهخا خرد شدهٔ کلمهٔ "کدخدا" به معنی صاحب خانه، بزرگ منطقه یا فرماندار است،البته نظر دوم و نظر قویتر هم نیز وجود دارد و آن اینکه در منطقه سیستان فامیل کیخا را در محاوره گاهی اوقات به صورت شکسته کخا و کهخا صدا می نمایند، که در انتساب این دو فامیل به هم بسیار مهم است. توجه کنید که در لغت‌نامهٔ دهخدا واژهٔ کیخا را در "قوم کرد و لر" و زبان و لهجهٔ آن‌ها خرد شده کدخدا می‌داند، که به علت نبود شباهتی بین فرهنگ و زبان و حتی نبود همسایگی بین سیستان و لرستان یا سیستان و کردستان این معنی برای طایفه کیخا در سیستان قابل استناد نیست.البته بر اساس بررسی‌های اولیه حاکم فارس از حاکم سیستان تقاضای نیرو می نمایند که در بین این افراد آقا یا آقایان کیخا نیز بوده‌اند که بعداً به دلیل طولانی بودن بعد مسافت در آن دیار باقی مانده و با افرادی از ایل قشقایی ازدواج می نمایند و نسل آن‌ها در مرکز و غرب کشور منتشر می‌شود و این داستان مستندا قابل ارائه می‌باشد.  افراد طایفه کیخا به همراه طوایفی همچون کیانی، پهلوان، اربابزائی و کمالی از باقی‌ماندگان جمعیت اصیل ایرانی فارسی‌زبان سیستان هستند.
تیره های طایفه کیخا 
- کیخای پلاسی
- کیخای عسگری
- کیخای عودی (سدکی)
- کیخار چپتی
- کیخای شاه بیگی
- کیخای ته رودی
- کیخای کندری

## کیخای پلاسی
براساس نوشته ملک شاه حسین در کتاب احیا الملوک، از کیخای پلاسی به عنوان تیره معتبر کیخا یاد شده، که در منطقه پشت منطقه زره(سیستان)سکونت اختیار کرده‌اند. در حقیقت  تیره کیخای پلاسی ملاها و  عالمان قرآنی طایفه کیخا بوده اند. یک سند تاریخی موجود که در سال ۱۱۵۳ هجری به رشته تحریر درآمده‌است محل این قریه را در جنوب اله آباد که به میرزایی مشهور بوده ذکر می‌کند طایفه کیخا از وابستگان به طایفه کیانی که از شاهان سیستان بوده‌اند و از صاحب منصبان بزرگ سیستان می باشند معنی طایفه کیخا کی+خواه یعنی پادشاه خواهی یا سلطنت طلب است وزیران و سیاستمداران سیستان از این طایفه انتخاب می‌شده‌اند.
از طایفه مذکور فامیل‌های شریعتی، شریفی، خزاعی، عرفانی، شاکری، قائمی، خالصی، امامی، امام جمعه، توکلی، افشاری کاظمی  پدید آمده‌اند؛ که مهم‌ترین آن کاظمی است.کاظمی‌ها که به عنوان مهم‌ترین تیره کهخا یاد می‌شود از نسل علی کاظم در بالاخانه سکونت دارند و در اصل کاظمی‌های محله کاظمی شهر زابل و حسین آباد از یک تیره می‌باشند که در کتاب زاد سروان سیستان شرح داده شده‌است. همچنین طوایف اولیه روستای ژاله ای مانند رضایی کهخا, اویسی کهخا نیز از تیره کیخاهای پلاسی هستند.

## کیخای عسکری
این تیره به صورت پراکنده در گوشه و کنار سیستان روزگار می‌گذرانند. اینان خود را وابسته به سیستان می‌دانند و وظیفه سرلشکری ارتش سیستان را بر عهده داشتند 
احیاالملوک از آنان به عنوان نقیبان و جنگجویان پشت زره(زرنج یا سیستان) یاد می‌نماید. ضرورت در جابجایی لشکریان نیمروزی (سیستان) که موظف به ایجاد امنیت و دفاع در مقابل مهاجمین ازبک و مغول بوده‌اند، ایجاب می‌کرده تا این جماعت رزمنده، وضعیت متحرک و بسیاری داشته باشند و در سیستان اقامت نمایند.

## کیخای عودی (سدکی)
این تیره بیشتر در منطقه شیب آب زابل و در روستاهای سدکی،توتی، ده اکبرعباس و... ساکن هستند و زمانی گروه متخصص طایفه کیخا را تشکیل می‌دادند.این تیره مهندسین اولیه آبیاری و زراعت در سیستان بودند که کارشان حفظ اصالت سیستم سنتی در رشته آبیاری و کشاورزی بود.تبحر و کاردانی شان بخصوص در امر بندبافی(سدسازی)، وجه اختصاصی و متمایزی بود که آنان را در مرتبه بالای نسبت به دیگر تیره‌ها وطوایف قرار می‌داد.بافتن بند یا سد گزی(چوبی) که در دل امواج خروشان رودخانه هیرمند،آن هم در مواقع طغیان وسیل انجام می‌گرفت،از عهده هیچ طایفه دیگر بر نمی‌آمد. در دوران ساسانی و اسلامی، طایفه موبدان سیستان را تشکیل می دادند.بزرگان این طایفه موبدان متعصب دین مزدیسنا بودند ، که نگهبان آتش بهرام آتشکده کرکوشاه(کرکویه ) و هم در اجرای امورات دینی بهدینان را، تا ابتدای دوران صفوی عهده دار بودند. در دوره زایش شاهنامه یک از بزرگان این طایفه با نام موبد یزدان داد سیستانی(کیخا) در تدوین شاهنامه، تاریخ ایران و تاریخ سیستان با حکیم ابوالقاسم فردوسی طوسی همکاری داشته است،موبد یزدان داد حافظ کتاب سپنداوستا،کتاب دانشور دهقان،یادگار زریران و دیگر کتوب تاریخ ایران در آن دوران ... بوده است.

## کیخای چپتی
ساکن روستای «قلعه چه» در مجاورت منطقه تاسوکی زندگی می‌کردند. قلعه مذکور در میان منطقه ریگزاز واقع بوده که حصار مستحکمی به نظر می‌آمده‌است. بدین گونه که رعایا از ترس مالیات وزورگویی خوانین، نمی‌توانستند فرار کنند. چون در صورت رفت وآمد، اثر پاه روی ماسه‌ها باقی می‌مانده و به این ترتیب قضیه لو می‌رفته‌است. بنابراین تعدادی از رعایا کفش‌های دست‌ساز به نام چپتی درست کرده و وارونه به پاهیشان می‌بندند وشب هنگام فرار می‌کنند. و به این ترتیب به کیخاهای چپتی معروف شدند.

## کیخای شاه بکو
ویا جماعت مالدار، که خود را سردسته وسرسالار کیخاهای شیب آب زابل می‌دانند. جد بزرگ آنان کدخدا غلامعلی می‌باشد.

## روستای رسول شیب آبی
این قوم به علت اینکه خانه‌هایشان از رود هیرمند فاصله زیادی داشته به کیخای شیب آبی مشهور شدند اکنون جایگاه این قوم در روستای کیخا ۵ کیلومتری زابل واقع است.

## کیخای کندری
به این علت که خاستگاه اولیه شان منطقه کندر بوده، به کندر معروف شده‌اند. تعدادی از این تیره در قریه ورمال و تاسوکی و تعداد زیادی نیز در زاهدان ساکن هستند.، در زمان‌های قدیم در اواخر اسفندماه در گورستان در حین زیارت اهل قبور و خوردن حلوا و خیرات تعداد پنج نفر از همین قوم و تیره بر اثر طوفان شدید جانشان را از دست داده و این باد به ((پنجکه کخاگو)) معروف گشته است.